# Автомобильная промышленность Румынии

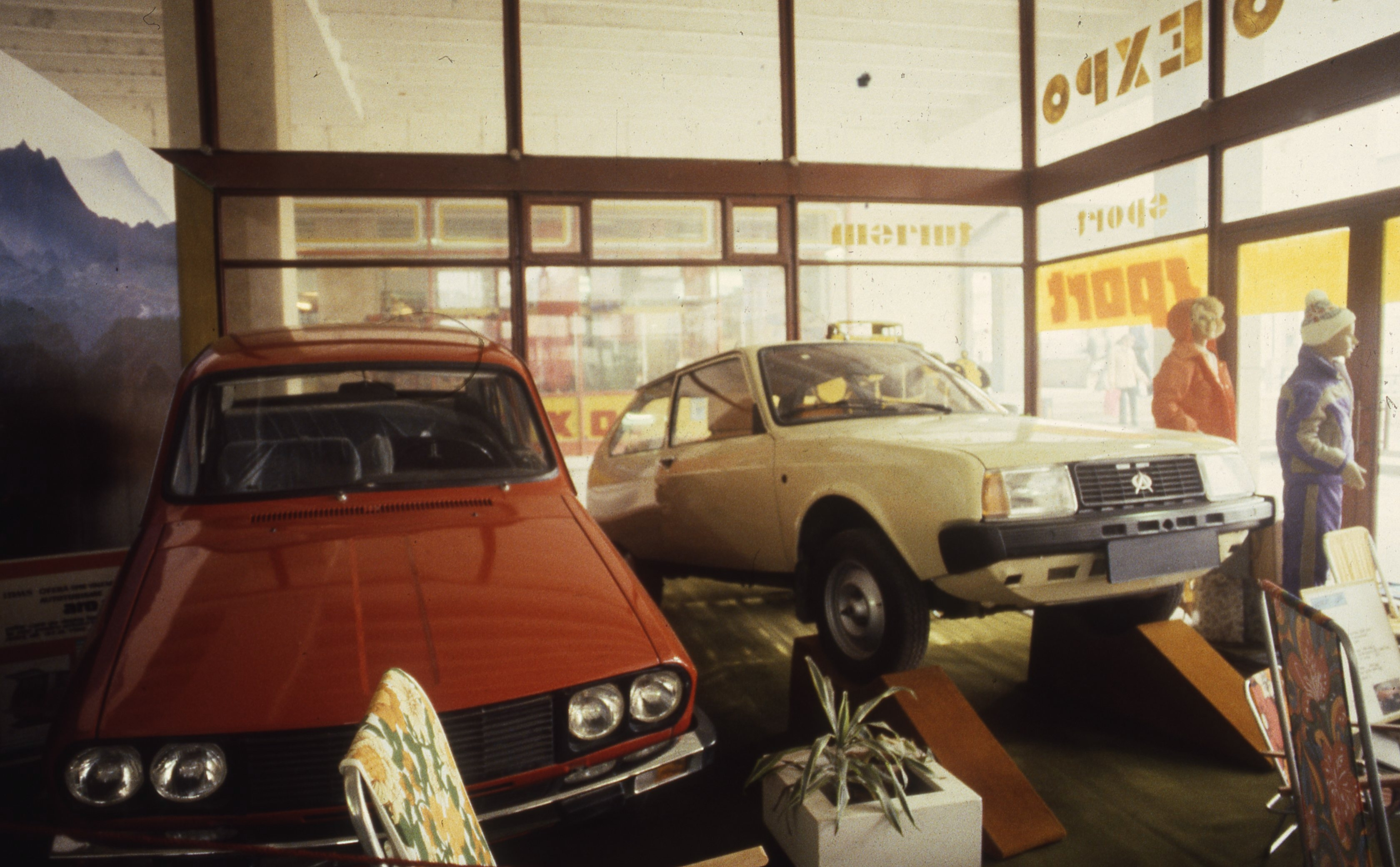
Dacia-1300

Автомобильная промышленность Румынии — отрасль промышленности Румынии.
Социалистическая Румыния ежегодно производила 100—200 тысяч автомобилей всех типов (4-е место в советском блоке (не считая СССР) после Польши, Чехословакии и ГДР). Производство легковых автомобилей было организовано с помощью французских компаний таких как Renault и Citroen, а грузовых с помощью советских компаний ЗИЛ и ГАЗ.
Теперь[когда?] румынская автомобильная промышленность производит более 350 тыс. автомобилей в год и включает в себя Dacia,  и Ford Romania (бывшие производственные мощности Daewoo и Oltcit). Существовали и другие компании, такие как ARO, Griviţa, Igero, ROCAR, Roman Braşov и Uzina Tractorul Braşov, которые в 2000-2010-х подверглись банкротству.
Нынешняя румынская автомобильная промышленность фактически состоит из дочерних предприятий иностранных фирм, включая такие как Automobile Dacia (с 2000 года на 100 % принадлежит Groupe Renault) и Ford Romania.
При этом иностранными экспертами признано, что демократическая Румыния в 21 веке не в состоянии производить современные грузовики и автобусы. Поэтому все национальные производители такой техники в 2000-2010 гг. были подвергнуты банкротству, а пополнение и обновление грузового и автобусного парков страны осуществляется в настоящее время исключительно за счёт импортной автотехники.

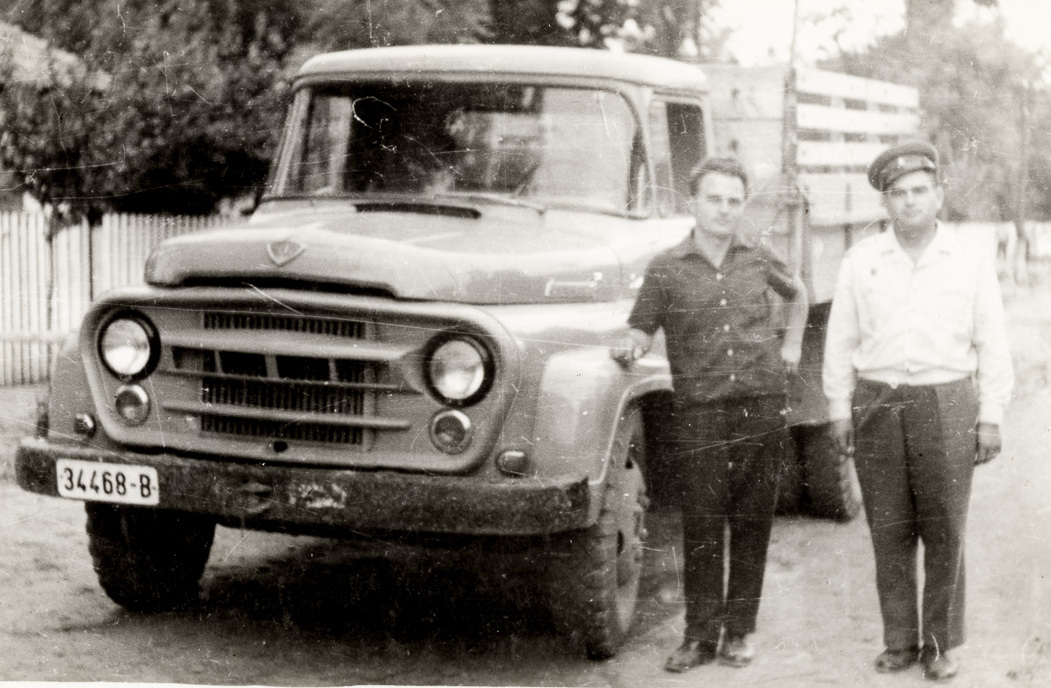
Steagul Roșu 131 Carpați (1954–1960)
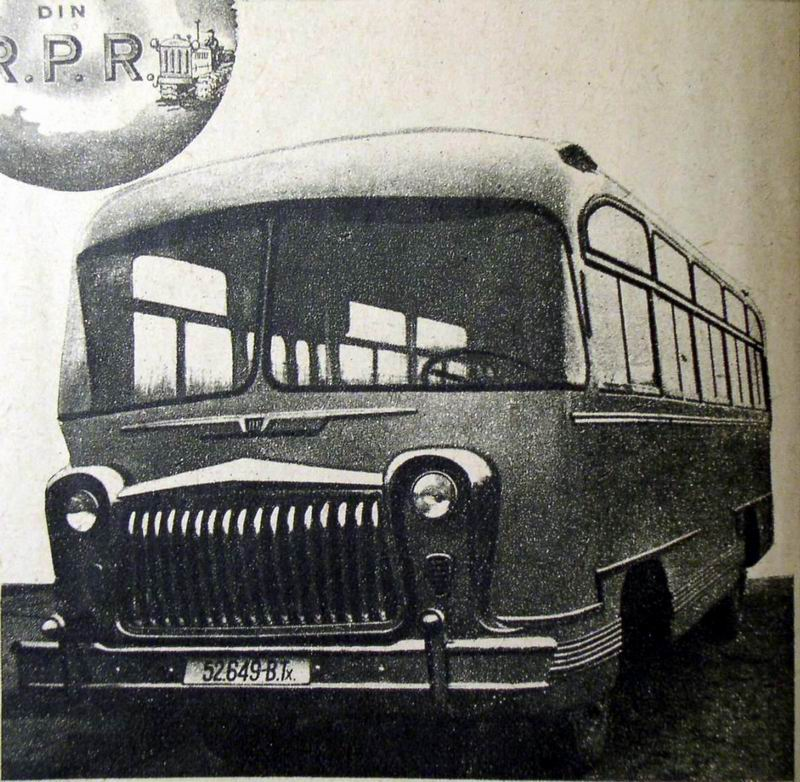
MTD (Mao Tze Dun) (1955–1956)
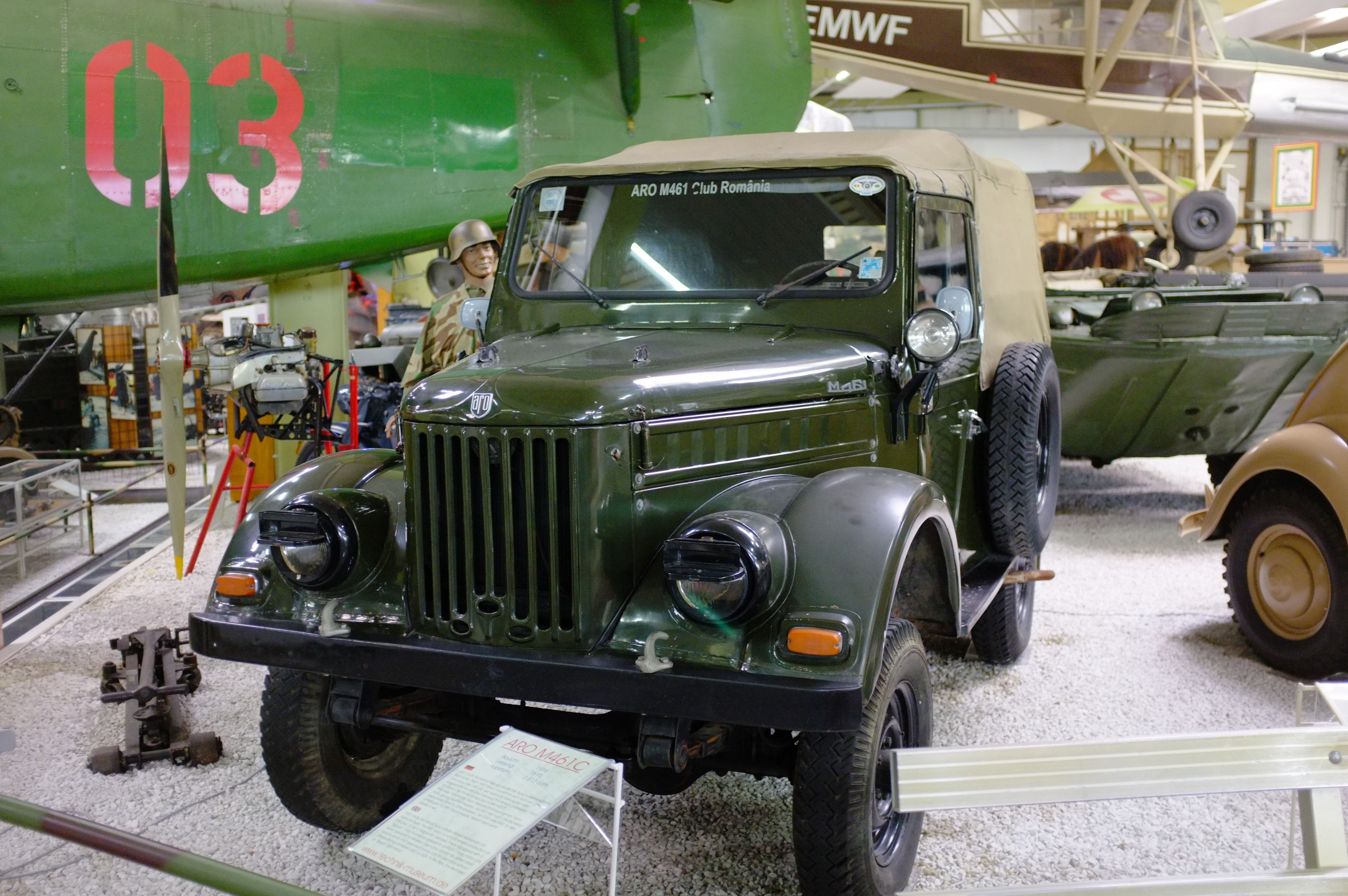
ARO M461 (1957–1975)
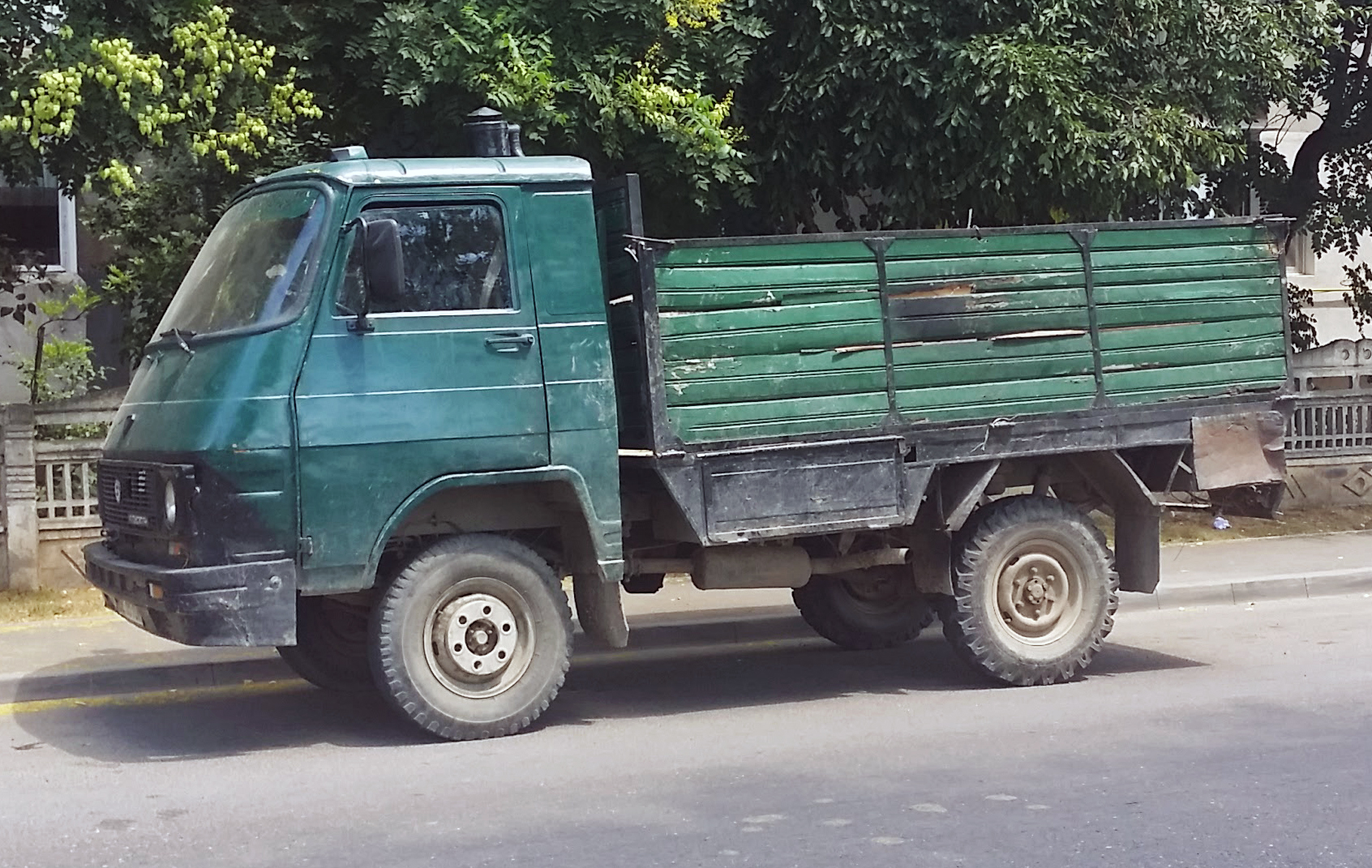
ROCAR 40 (1968–1973)
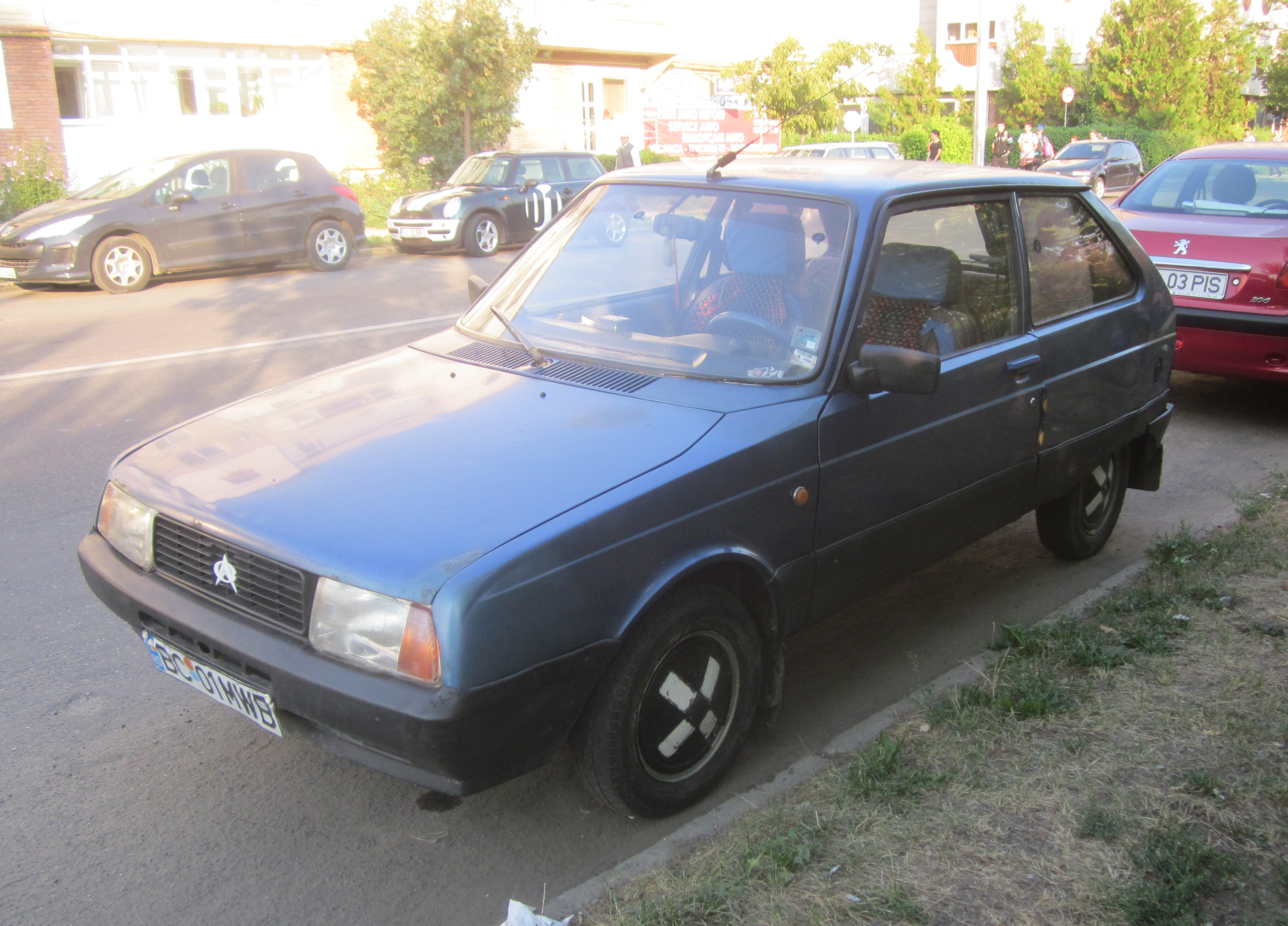
Oltcit Club (1981–1995)
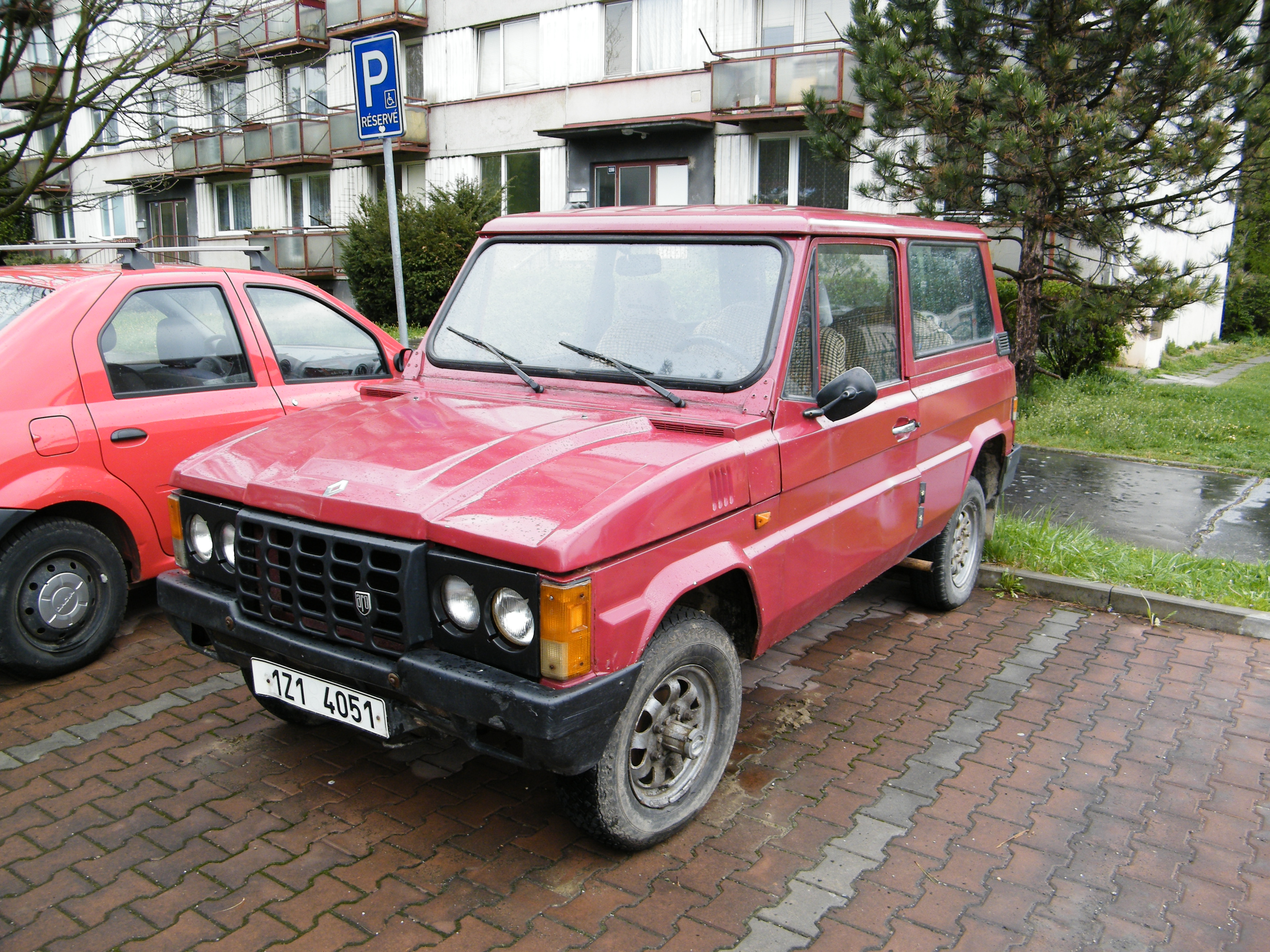
ARO 10 (1980–2003)

## Производители
- C & I Eurotrans XXI (Cibro) (2002–?)
- El Car [Igero bus] (с 2003 года)
- Ford Romania (с 2008 года)
- Griviţa (Grivbuz) [bus] (с 1993 года)
- Dacia (с 1966 года)

Упразднённые:
- ARO (1957—2006)
- Astra Bus (1996–2014)
- Automobile Craiova (1991—2006)
- DAC (1973–2004)
- Oltcit (1976—1991)
- Rocar (1951—2002)
- Roman (1954–2015?)